# Go Ara
Ne doit pas être confondu avec Goo Hara.
Go Ara (coréen : 고아라, née le 11 février 1990 à Jinju), surtout connue sous son pseudonyme Ara, est une actrice et mannequin sud-coréenne anciennement sous le label et agence artistique SM Entertainment. Elle commence sa carrière à la télévision en 2003 dans un drama coréen, Sharp, avec le rôle de Lee Ok-lim.

## Ses débuts
Lorsqu'elle était au collège, un ami lui a recommandé de faire une audition pour intégrer la SM Entertainment. En 2003, elle gagne le SM Entertainment Teen Model Contest. Après avoir rejoint SM Entertainment, Ara a commencé à s'entraîner avec les autres stagiaires de la même entreprise dans les domaines du chant, de la danse et de la comédie.

## Carrière

### Télévision
Ara a été choisie pour interpréter le rôle féminin principal, Lee Ok-lim, dans le drama Sharp en 2003, aux côtés de Lee Eun-song, Kim Si-hoo, et Yoo Ah-in. En 2005, elle est à nouveau choisie pour reprendre son rôle dans la suite du drama, Sharp 2, cette fois en vedette aux côtés des membres de Super Junior, Kim Kibum et Kim Heechul.

### Cinéma

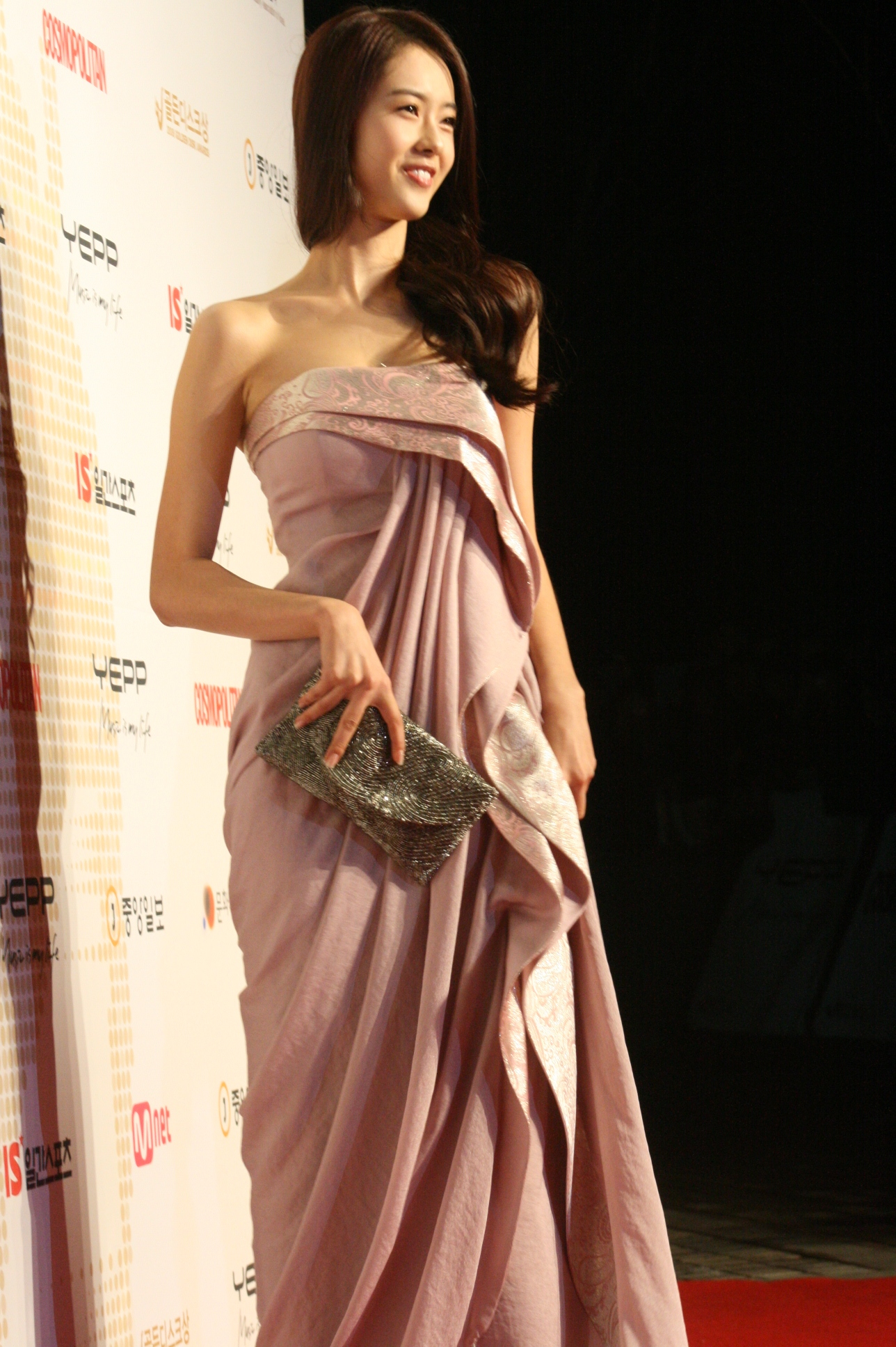
Go Ara en 2008.

Le premier film dans lequel Ara a joué fut un film japonais, The Blue Wolf: To the Ends of the Earth and Sea, où elle interprète Kulan, la maîtresse de Gengis Khan. Le film est sorti au Japon en mars 2007 et à Hong Kong (Chine) en avril 2007. Ce long métrage a été un des films les plus chers réalisé au Japon.
Son film suivant, Dance, Subaru!, est aussi un film japonais, sorti en 2009.

### Mannequinat
Elle a posé pour plusieurs marques, dont SK Telecom, Elite Uniforms, et plus récemment avec l'acteur Jang Geunsuk pour Etude Cosmetics.

## Filmographie

### Films
- 2007 : Gengis Khan à la conquête du monde de Shin'ichirō Sawai : Kulan
- 2009 : Dance, Subaru ! : Liz Park
- 2011 : Pacemaker : Yoo Ji-won
- 2012 : Papa : Joon
- 2015 : Tamjeong Hong Gil-dong: Sarajin maeul de Jo Sung-hee : la présidente Hwang
- 2015 : The Magician : Princesse Cheongmyeong
- 2023 : The Childe de Park Hoon-jung : Yoon-ju

### Séries télévisées
- 2003 : Sharp : Lee Ok-lim
- 2005 : Sharp 2 : Lee Ok-lim
- 2006 : Snow Flower : Yoo Da-mi
- 2008 : Who Are You ? : Son Young-In
- 2009 : Karei naru Spy : Shin Yoon-ah
- 2009 : Heading to the Ground : Kang Hae-bin
- 2013 : Reply 1994 : Seong Na Jeong
- 2014 : You're all surrounded : Eo Su Seon
- 2015 : The Producers : elle-même (caméo)
- 2016 : Hwarang: The Beginning : Ah Ro
- 2017 : Black : Kang Ha-ram
- 2018 :  Mrs Hammurabi : Park Cha Oh-reum
- 2019 :  Haechi : Yeo Ji
- 2020 : ‘’ Dodosolsollalasol’’: Gu Ra-ra
- 2024 : Chunhwa Love Story : Princesse Hwari

## Récompenses
- « Model of the Year » (2008)
- Mnet's 20 Choice : « Barbie Girl » (2007)
- Andre Kim : « Best New Star Award » (2007)
- 43e Baeksang Art Awards : « Best New Actress Award for Snow Flower » (2007)
- SBS Acting Award : « Newcomer Award for Snow Flower » (2006)
- KBS Television Academy Awards : « Best Young Actress » (Sharp 1, 2003)
- SM Entertainment 5th Anniversary Teen Model Contest : « Winner » (2003)

### Sources
- (en) Cet article est partiellement ou en totalité issu de l’article de Wikipédia en anglais intitulé « Go Ara » (voir la liste des auteurs).